# سجون وتنانين (فلم 2023)
سجون وتنانين (بالإنجليزية: Dungeons & Dragons)هو فيلم فنتازيا مغامرات أمريكي قادم من كتابة وإخراج جون فرانسيس دالي مبني على لعبة سجون وتنانين.الفيلم من بطولة كريس باين وميشيل رودريغز وجاستيس سميث ومن المقرر عرض الفيلم في 3 مارس 2023.